# Antonius Rescius
Antonius Rescius OP (auch Anton Resch, Antonius Reschius; * um 1520 in England; † 23. Januar 1583) war zwischen 1567 und 1583 Weihbischof in Würzburg. Daneben war er als Professor tätig und wurde 1582 zum ersten Dekan der theologischen Fakultät an der Universität Würzburg ernannt.

## Leben
Antonius Rescius wurde um 1520 in England geboren. Spätere Zuschreibungen, die ihn als Brabanter bezeichnen, verweisen auf die frühe Auswanderung in die heutigen Niederlande. Der junge Antonius hatte eine priesterliche Laufbahn eingeschlagen, allerdings waren katholische Geistliche in England nach dem Bruch mit Rom unter Heinrich VIII. häufig Verfolgungen ausgesetzt. In den Niederlanden trat Rescius dem Dominikanerorden bei.
Der Priester kehrte in den 1550er Jahren wieder nach England zurück und absolvierte dort ein Theologiestudium an der Universität Oxford. Dieses schloss er 1555 mit dem Bakkalaureus der Theologie ab. Anschließend vertiefte er seine Studien an den Universitäten Löwen und Köln, wobei er dort bereits Vorlesungen hielt. Schließlich promovierte er als „doctor famosus“ und führte später auch den Titel eines Magisters. In dieser Rolle war er auch an der Universität Köln lehrend tätig. Anschließend wurde er Lehrer am Kölner Gymnasium Tricoronatum.
In der Zwischenzeit suchte der Würzburger Fürstbischof Friedrich von Wirsberg einen Weihbischof für seine Diözese. Er hatte bereits beim Theologen Petrus Canisius und dem Passauer Suffragan Michael Englmayr angefragt, aber zweimal eine Absage erhalten. Wohl durch die Vermittlung von Canisius stieß er auf Rescius und umwarb in der Folgezeit den Geistlichen. Rescius sollte zunächst an der Würzburger Partikularschule unterrichten, wofür Wirsberg ihm insgesamt 80 Gulden Reisegeld anbot.
Der Dominikanerorden ermöglichte Rescius die gewünschte Stellung anzunehmen, weil man sich durch ihn die Verbreitung der Reformen des Trienter Konzils an den Main erhoffte. 1563 kam Rescius in Würzburg an und wurde zum Professor der Theologie ernannt. Vorlesungen hielt er im Agnetenkloster der Stadt. Gleichzeitig übernahm er auch die Verwaltung des aufgelösten Schottenklosters. Diese Tätigkeit verlor er allerdings mit der Wiederbelebung des Konventes in den 1580er Jahren.
Im Jahr 1567 wurde Rescius durch Papst Pius V. zum Titularbischof von Salona ernannt. Die Weihe in Würzburg erfolgte am 7. März desselben Jahres, wobei Friedrich von Wirsberg ihn zugleich zu einem Mitglied seines Geistlichen Rates machte. Dort hatte Rescius insbesondere die Aufgabe, die Examination von Priesterkandidaten zu überwachen. Ebenso beriet man dort kirchliche Reformen, wobei zeitweise auch der Theologe Petrus Canisius bei diesen Beratungen zugegen war.
Ab 1568 begann Antonius Rescius seine Weihetätigkeiten im Schottenkloster. Später konsekrierte er Altäre in der Mainzer Jesuitenkirche und in der Röttinger Kilianskirche. Überwiegend nahm er aber Benediktionen von Geistlichen vor. So wurden die beiden Äbte von St. Stephan und Maria Bildhausen, Kilian Lantz und Michael Christ durch Rescius geweiht. 1567 plante von Wirsberg noch seinem Weihbischof einen Hilfspriester an die Seite zu stellen.
Die Stellung des Antonius Rescius war nicht genau umrissen, weswegen er 1571 auch als Fiskal genannt wurde. In der älteren Literatur wurde ihm auch das Amt des Generalvikars der Diözese zugeschrieben. Nach der Wahl des Bischofs Julius Echter von Mespelbrunn verlor Rescius an Einfluss. Wahrscheinlich zog man ihn nicht mehr im Geistlichen Rat hinzu, sodass er nun eher isoliert agierte. Allerdings ernannte ihn Echter am 2. Januar 1582 zum ersten Dekan der Theologiefakultät. Antonius Rescius starb am 23. Januar 1583.

## Wappen
Im sogenannten Album Amicorum (lat. Freundschaftsalbum) des Geistlichen Rates Balthasar König ist das Wappen des Antonius Rescius zu finden, das sich der Gelehrte wohl selbst verliehen hat. Blasonierung: Ein geteilter Schild, unten in Weiß drei rote Rosen, oben in Blau eine weiße Lilie. Oberhalb des Schildes ist eine steigende Sonne zu erkennen, darüber eine Bischofsmitra, die auf das Amt des Wappenträgers verweist und dahinter eine Stola mit zwei gekreuzten Bischofsstäben.

## Werk
Posthum wurden in Würzburg einige von Rescius’ Vorlesungen veröffentlicht, die er im Agnetenkloster gehalten hatte. Sie hatten die Glaubenslehre der katholischen Kirche zum Thema. Im Mittelpunkt stehen elf Stichpunkte, die sich mit Auslegungen dieser Lehre befassen.
- De Theologia Doctrina. Vndecim has quaestiunculas explicare aggredietur decimo septimo die Februarij (...) o. O. 1600.